# Para Sempre (álbum de Lauriete)
Para Sempre é o primeiro EP da cantora e compositora brasileira Lauriete, lançado em agosto de 2017.
Com produção musical de Samuel Ribeiro, ex-guitarrista da banda Sinal de Alerta, o disco trouxe cinco covers de sucessos escritos por Edison Coelho, integrante da dupla Edison e Telma. As canções originalmente foram gravadas, em maioria, por Ozéias de Paula.

## Antecedentes
Na década de 2010, Lauriete iniciou uma parceria com o guitarrista Samuel Ribeiro, conhecido por seu trabalho na banda de rock cristão Sinal de Alerta. Esta fase foi caracterizada por projetos de regravação, como o álbum Tô na Mão de Deus (2012),  mas também por registros inéditos como É Preciso Crer (2013) e No Olho do Furacão (2014).

## Produção
O repertório do projeto reúne canções do cantor e compositor Edison Coelho, integrante da dupla evangélica Edison e Telma, e foram originalmente lançadas por vários artistas evangélicos das décadas de 1970 e 1980.

## Lançamento e recepção
| Críticas profissionais | Críticas profissionais |
| Avaliações da crítica  | Avaliações da crítica  |
| Fonte                  | Avaliação              |
| ---------------------- | ---------------------- |
| Super Gospel           | [ 4 ]                  |

Para Sempre foi lançado em agosto de 2017 pelo selo independente Visão Music. Em crítica para o Super Gospel, Tiago Abreu atribuiu uma cotação de 4,5 de 5 estrelas para o projeto, afirmando que "se existe um ótimo ponto existente na década de 2010 é que artistas como Lauriete estão fazendo jus ao legado construído por músicos como Edison Coelho que, no disco, é explorado com maestria pelo produtor musical e arranjador Samuel Ribeiro". O texto também afirma que "Para Sempre não é somente um álbum sobre a grandiosidade das composições de Edison Coelho, mas uma prova de que a memória da música cristã contemporânea precisa se manter viva".

## Faixas
Todas as faixas escritas e compostas por Edison Coelho. 
| N.º            | Título                  | Duração |  |
| 1.             | "Tens"                  | 3:53    |  |
| 2.             | "É Assim que eu Te Amo" | 3:41    |  |
| 3.             | "Eu e Jesus"            | 4:52    |  |
| 4.             | "Brasa Viva"            | 4:50    |  |
| 5.             | "Viva Com Deus"         | 4:57    |  |
| Duração total: | Duração total:          | 22:13   |  |